# József Csák
József Csák (* 10. listopadu 1966 Budapešť) je bývalý maďarský zápasník–judista, olympijský medailista z roku 1992.

## Sportovní kariéra
S judem začínal v 11 letech v budapešťském obvodu Újpest. Je odchovancem klubu Újpesti Torna Egylet, kde se připravoval pod vedením Józsefa Czinegeho a dalších. V maďarské reprezentaci se pohyboval od roku 1985 střídavě v superlehké a pololehké váze. V roce 1986 získal ještě jako junior nečekaný titul mistra Evropy pod vedením Ference Moravtze. V roce 1988 startoval na olympijských hrách v Soulu v superlehké váze a vypadl ve čtvrtfinále, když nestačil na Francouze Patricka Rouxe.
V roce 1992 se kvalifikoval na olympijské hry v Barceloně, kde byl součástí malého judistického zázraku maďarského trenéra Ference Moravtze. Na jeho formu doplatil ve druhém kole Čechoslovák Pavel Petřikov st.. Ve čtvrtfinále přejel na wazari-ippon Belgičana Philipa Laatse a v semifinále okontroval uči-matu Kubánci Israeli Hernándezovi. Nestačil až ve finále na Brazilce Rogério Sampaia a získal stříbrnou olympijskou medaili.
V roce 1995 se pátým místem na mistrovství světa v Čibě kvalifikoval na olympijské hry v Atlantě. Využil přívětivého nalosování k postupu do semifinále, ve kterém nestačil na body na Japonce Jukimasu Nakamuru. V boji o třetí místo mu vrátil porážku z minulých olympijských her Kubánec Israel Hernández na praporky tzv. hantei a obsadil 5. místo.
V roce 1997 se rozhodl pokračovat se sportovní kariéře a v roce 2000 si druhým místem na mistrovství Evropy ve Vratislavi zajistil kvalifikaci na olympijské hry v Sydney. Při své čtvrté účasti na olympijských hrách v 34 letech však nevyladil formu a vypadl v úvodním kole. Sportovní kariéru ukončil v roce 2002. Věnuje se trenérské práci. Na olympijských hrách v Pekingu vedl ženskou judistickou reprezentaci. Později působil jako konzultant a trenér u judistické reprezentace Dominikánské republiky.

## Výsledky
| Turnaj             | 1986       | 1987       | 1988           | 1989           | 1990           | 1991           | 1992           | 1993           | 1994           | 1995           | 1996           | 1997           | 1998           | 1999           | 2000           | 2001           |
| Turnaj             | 20         | 21         | 22             | 23             | 24             | 25             | 26             | 27             | 28             | 29             | 30             | 31             | 32             | 33             | 34             | 35             |
| Turnaj             | superlehká | superlehká | pololehká váha | pololehká váha | pololehká váha | pololehká váha | pololehká váha | pololehká váha | pololehká váha | pololehká váha | pololehká váha | pololehká váha | pololehká váha | pololehká váha | pololehká váha | pololehká váha |
| ------------------ | ---------- | ---------- | -------------- | -------------- | -------------- | -------------- | -------------- | -------------- | -------------- | -------------- | -------------- | -------------- | -------------- | -------------- | -------------- | -------------- |
| Olympijské hry     |            |            | úč.            |                |                |                | 2.             |                |                |                | 5.             |                |                |                | úč.            |                |
| Mistrovství světa  |            | úč.        |                | úč.            |                | úč.            |                | 7.             |                | 5.             |                | úč.            |                | úč.            |                | úč.            |
| Mistrovství Evropy | 1.         | —          | 5.             | 3.             | 7.             | 2.             | —              | úč.            | —              | úč.            | —              | 5.             | 7.             | —              | 2.             | —              |
| MS juniorů         | —          |            |                |                |                |                |                |                |                |                |                |                |                |                |                |                |
| ME juniorů         | 3.         |            |                |                |                |                |                |                |                |                |                |                |                |                |                |                |